# Stichtsche Cricket en Hockey Club

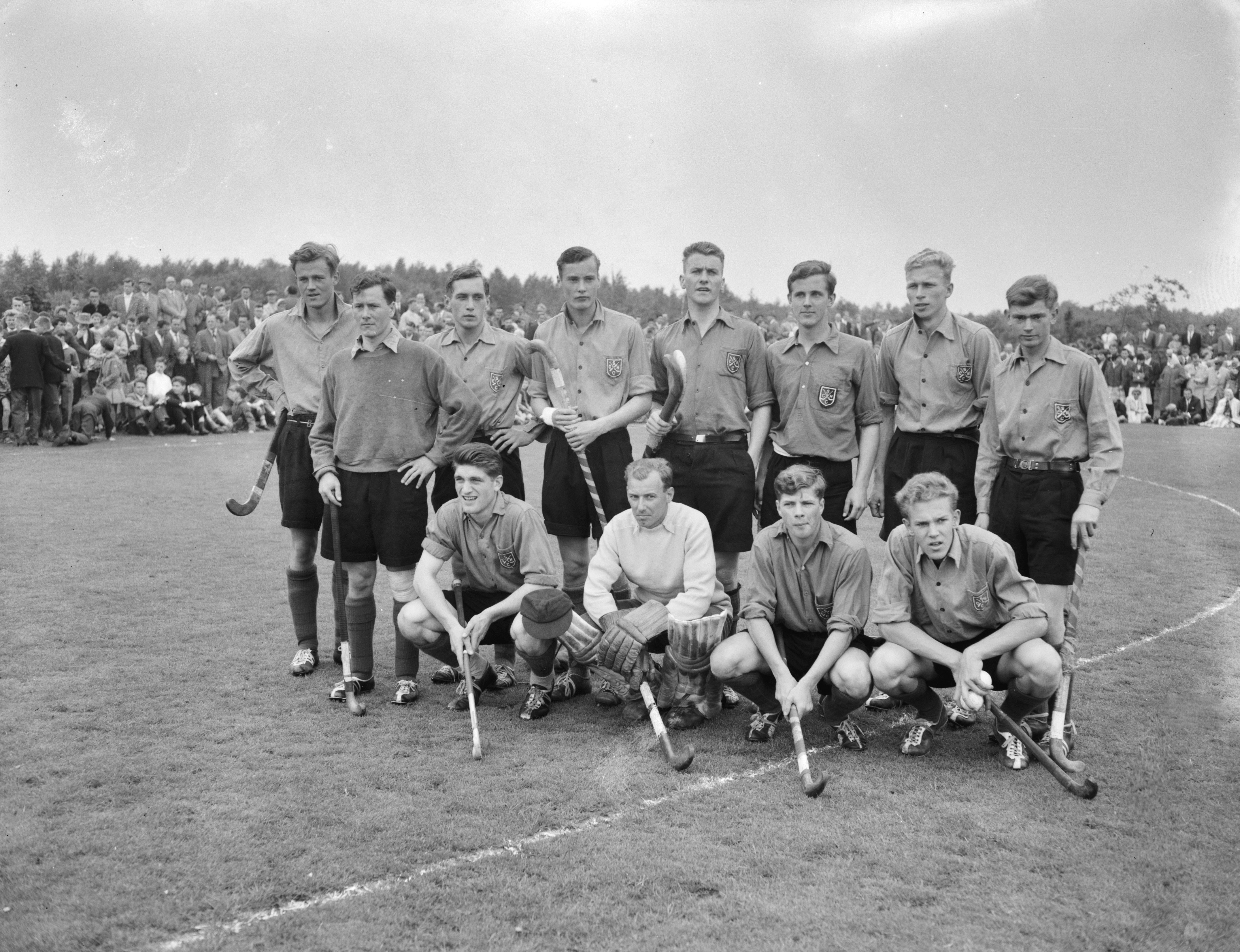
SCHC in 1959

De Stichtsche Cricket en Hockey Club (SCHC) is een Nederlandse hockeyclub uit Bilthoven. Zowel de dames als de heren komen uit op het hoogste niveau. SCHC heeft 1800 leden (peildatum november 2024) en is daarmee de elfde hockeyclub van Nederland.

## Geschiedenis
Op 22 november 1906 werd de Utrechtse Gemengde Hockey Club opgericht door enkele leden van het Utrechtsch Studenten Corps en een aantal officieren van het Genie die gelegerd waren bij de Kromhoutkazerne. Er werd gespeeld op een veldje bij De Berekuil ten oosten van de stad. In 1908 vertrok de club al naar Bilthoven om bij het Heidepark te gaan spelen. Ondanks die verhuizing bleef men in de regio U.G.H.C. als dé club van Utrecht zien. De roepnaam Utrecht bleef behouden tot eind jaren '20. In mei 1927 werd een verbond gesloten met de Stichtse Cricket Club (SCC) en de naam werd vervolgens gewijzigd in S.C.H.C.. Hiermee verdwenen de banden met de stad Utrecht en heeft concurrent Kampong deze min of meer overgenomen. De club wordt al jarenlang vaak gezien als een van de elitairste hockeyclubs van het land.
De club telt twee water- en vier zandingestrooide kunstgrasvelden. Het terrein is sinds 1955 gevestigd op het Sportpark Kees Boekelaan in Bilthoven.

## Landstitel
De vrouwen die bij de club hockeyden pakten de landstitel in 1914. Deze landstitel staat echter niet als officieel geregistreerd bij de hockeybond, omdat de bond de vrouwen van HOC in 1921 als allereerste landskampioen bij de dames ziet.
In 1959 behaalden de mannen het tot nu enige landskampioenschap door het in die tijd sterke VHC Venlo, DKS en de Gron.Studs achter zich te laten. Ook in de zaal zijn de mannen succesvol geweest in 2000 en 2019.

## Heren I en Dames I
Van 1984 tot en met 1993 speelden de mannen in de Hoofdklasse. Bekende namen uit die tijd zijn Wouter van der Meer, Wytse van Esveld, Willem Boot, Jacques Brinkman, Bastiaan Poortenaar, Peter de Vink, Jacco Beentjes, Zoran van Gessel, Albert de Groot, Hans Wanrooij en coaches Rene Winteraken, Peter de Leeuw, Erik Groenhart en Roeland Oltmans. Na het kampioenschap in de Overgangsklasse A o.l.v. coach Norbert Nederlof en manager Peter de Vink in 1997 tot de degradatie in 2001. Echter, de mannen promoveerden meteen weer het seizoen erna, dankzij het kampioenschap in de Overgangsklasse B. De mannen spelen sinds het seizoen 2002/03 opnieuw in de hoofdklasse en bereikten in de seizoenen 2004/05 en 2005/06 de play-offs. Daarin verloor het team van trainer-coach Jacques Brinkman in de halve finales van Oranje Zwart, respectievelijk Amsterdam. In 2013 degradeerden de mannen uit de Hoofdklasse, nadat er in de play-outs werd verloren van Tilburg. In 2014 bereikten ze de play-offs van de Overgangsklasse, maar legden het hierin af tegen Voordaan. Onder leiding van de nieuwe coach Albert-Kees Manenschijn werd de Overgangsklasse gewonnen, waardoor opnieuw tegen Voordaan moest worden gestreden voor directe promotie. Dit lukte niet, maar na een dubbele overwinning op Tilburg promoveerde SCHC na 2 jaar afwezigheid alsnog naar de Hoofdklasse.
De vrouwen werden net als de heren kampioen in de Overgangsklasse A in 2002. Hierdoor debuteerden de dames in de Hoofdklasse, maar degradeerden met een 11de plaats meteen weer. Toch wisten de vrouwen op veerkracht het kampioenschap in de Overgangsklasse in ditmaal poule B te veroveren, in 2004. De Argentijnse Soledad Garcia kwam in de zomer van 2007 over van Laren. Met deze transfer zou een bedrag gemoeid zijn dat hoogst ongebruikelijk is in het dameshockey. In het seizoen 2007/08 wisten de dames voor het eerst de play-offs om het landskampioenschap te behalen. Dit lukte ook het daaropvolgende seizoen, maar steeds werden de dames uitgeschakeld door de vrouwen van Den Bosch. In het seizoen 2013/14 behaalden de dames o.l.v. oud-international Janneke Schopman de hoogste notering in de historie met een eerste plaats met één punt voorsprong op Den Bosch. In de halve finale van de play-offs werd er gewonnen van Laren, maar in de finale verloren ze nipt tegen Den Bosch, o.a. door twee arbitrale dwalingen. Wel plaatsten ze zich hiermee voor de EHCCC, wat in april 2015 op SCHC werd georganiseerd. Begin 2015 werd de ploeg zwaar geraakt door het overlijden op 10 januari van eerste keepster Inge Vermeulen. Hierna besloot coach Giles Bonnet op te stappen, waarna zijn taken werden overgenomen door Nettie van Maasakker, die daarvoor al tien jaar assistent-coach van het team was geweest. Op maandag 6 april 2015 wordt SCHC voor het eerst Europees kampioen, doordat SCHC in de finale van de EHCCC na shoot-outs weet te winnen van Den Bosch. Door veel speelsters werd dit gezien als een ultiem eerbetoon aan de overleden Inge Vermeulen, wat het een zeer emotionele overwinning maakte. In 2015 wisten ze ook de finale van het landskampioenschap te behalen door Laren te verslaan in de halve finale. Er werd daarna echter twee keer verloren van Den Bosch, waardoor ze geen landskampioen werden, maar zich wel plaatsten voor de EHCCC in 2016. De promotie van de heren en de tweede plek in de nationale competitie en de winst van de EHCCC van de dames in combinatie met het overlijden van Inge Vermeulen maken het seizoen 2014-2015 een jaar met veel hoogte- en dieptepunten.

## (Oud-)internationals van SCHC zijn bij de Dames
- Hansje Labouchere–Lagerwey
- Fuus Thate-Verloop
- Frederiek Tange
- Cathrien Hilbrands
- Floortje Engels
- Ellen Hoog
- Yibbi Jansen
- Sophie Polkamp
- Carlijn Welten
- Inge Vermeulen
- Carlien Dirkse van den Heuvel
- Caia van Maasakker
- Roos Drost
- Claire Verhage
- Michelle van der Pols
- Pien Dicke
- Laurien Leurink
- Kyra Fortuin
- Xan de Waard
- Ginella Zerbo
- Renee van Laarhoven
- Delfina Merino
- Maike Stockel
- Charlotte Stapenhorst
- Anna Toman
- Soledad García
- Mariana Alejandra González
- Maddie Hinch

Argentijnse (oud-)nternationals
- Delfina Merino
- Soledad García
- Mariana Alejandra González

Duitse (oud-)internationals
- Maike Stöckel
- Charlotte Stapenhorst

GB (oud-)internationals
- Maddie Hinch
- Anna Toman

## (Oud-)internationals van SCHC zijn bij de Heren
- Wim Cuperus
- Freddie Hooghiemstra
- Eddie Zwier
- Gerard Overdijkink
- Jan van Gooswilligen
- Hans Both
- Werner Herbers
- Jan Willem Verloop
- Theo van Vroonhoven
- Frank Zweerts
- Jaap Leemhuis
- Jeroen Zweerts
- Gerard Hijlkema
- Job van der Have
- Roderick Bouwman
- Jacques Brinkman
- Bastiaan Poortenaar
- Floris Evers
- Erik Jazet
- Rob Derikx
- Sebastiaan Westerhout
- Roderick Weusthof
- Geert-Jan Derikx

Bij de dames is Ellen Hoog als lid van SCHC het meeste keren uitgekomen voor het Nederlands team, bij de heren is dat Jacques Brinkman.

## Selectie 2024/2025

#### Dames
- Hoofdcoach: Gilles van Hesteren
- Manager: Carolien Minderhoud

| Naam                | Rugnummer | Nationaliteit |
| ------------------- | --------- | ------------- |
| Keepsters           |           |               |
| Marsha Zwezereijn   | 23        | Nederland     |
| Elodie Picard       | 29        | België        |
| Verdedigsters       |           |               |
| Lisa Post           | 5         | Nederland     |
| Yibbi Jansen        | 8         | Nederland     |
| Renée van Laarhoven | 12        | Nederland     |
| Famke Richardson    | 14        | Nederland     |
| Nanieck Mengelberg  | 19        | Nederland     |
| Middenveld          |           |               |
| Noor Knoop          | 6         | Nederland     |
| Xan de Waard        | 7         | Nederland     |
| Isa van Heerde      | 15        | Nederland     |
| Elzemiek Zandee     | 16        | Nederland     |
| Marleen Jochems     | 17        | Nederland     |
| Julie Smorenburg    | 18        | Nederland     |
| Mariette Boot       | 22        | Nederland     |
| Anna de Geus        | 24        | Nederland     |
| Aanvalsters         |           |               |
| Trijntje Beljaars   | 9         | Nederland     |
| Mette Winter        | 10        | Nederland     |
| Maud van den Heuvel | 11        | Nederland     |
| Jip Dicke           | 20        | Nederland     |
| Pien Dicke          | 21        | Nederland     |

## Erelijst
- Landskampioen
  - Heren: 1959
- Landskampioen zaalhockey
  - Heren: 2000, 2019
- EuroHockey Club Champions Cup
  - Dames: 2015

Albert Mattart heeft in 1956 & 1957 deel uitgemaakt van het Nederlands Jeugd elftal. In 1958 van het Ned. C team. Van 1960 t/m 1964 deel uitgemaakt van het Belgisch nationaal A team. Was (thuis) reserve van het Olympisch team in 1964.
In 1972 maakt deel uit van het Belgisch Nationaal Militair elftal.

## Trivia
- 3FM-diskjockey Gerard Ekdom heeft bij de Stichtse gespeeld.
- Het rugnummer #1 werd tot haar dood op 10 januari 2015 gedragen door vaste keepster Inge Vermeulen, maar werd later ook gebruikt door haar vervangster, Floortje Engels.